# Arichanna filipjevi
Arichanna filipjevi là một loài bướm đêm trong họ Geometridae.